# Kenardington
Kenardington is een civil parish in het bestuurlijke gebied Ashford, in het Engelse graafschap Kent met 247 inwoners.